# Casa Vollmer
La Casa Vollmer, también conocida como la Antigua Casa de la Hacienda Montalbán, es una edificación ubicada en la parroquia Antímano de Caracas, Venezuela. Es una construcción de estilo neocolonial español realizada por Manuel Mujica Millán en 1940, convirtiéndose en uno de los sitios más llamativos del suroeste de la ciudad.

## Historia
A mediados de los años 1920, Alberto Fernando Vollmer, descendiente de una importante familia de empresarios de origen alemán domiciliados en Venezuela, se trasladó a Caracas para encargarse de la Hacienda Montalbán, dedicada a la cosecha de caña de azúcar y que en ese entonces colindaba con la Hacienda La Vega. Para optimizar su administración, Vollmer le solicitó al arquitecto Manuel Mujica Millán la construcción de la mencionada casa como lugar de residencia de la familia a las faldas del topo Itagua, con vista para apreciar panorámicamente los terrenos. La construcción fue completada en 1940.
Luego de varias décadas, la familia Vollmer decidió cambiar de residencia, por lo que en 1963 donaron el inmueble y los terrenos que pertenecían a la hacienda a la Iglesia católica. Desde entonces se le ha utilizado como sede de la Conferencia Episcopal de Venezuela, quien la ha mantenido en buen estado de conservación. Las hectáreas de la antigua hacienda fueron escogidas como el sitio de la construcción de la sede actual de la Universidad Católica Andrés Bello.

## Características
El inmueble está construido en un estilo neocolonial español. Posee tres pisos que albergan el área de servicios en el semisótano, el área social y acceso a los jardines en la planta baja, y las habitaciones y espacios íntimos en el nivel superior. La fachada del edificio posee relieves ornamentales tallados en piedra artificial, y el mayor de los cuales se ubica en el portal de la entrada principal. La misma está coronada por un balcón con barandillas de hierro. Igualmente, posee un vestíbulo a manera de vestíbulo con escalinatas hechas en mármol negro y gris. 